# Lahat (huyện)
Huyện Lahat là một huyện của tỉnh Nam Sumatra (Sumatra Selatan) ở Indonesia. Huyện có tổng diện tích 6618 km² và dân số 530.977 người (năm 2004).
Huyện lỵ của huyện Lahat là Lahat.
Huyện Lahat được chia thành 19 kemacatan (phó huyện/xã):
- Jarai
- Kikim Barat
- Kikim Selatan
- Kikim Tengah
- Kikim Timur
- Kota Agung
- Lahat
- Lintang Kanan
- Merapi
- Maura Pinang
- Mulak Ulu
- Pajar Bulan
- Pasemah Air Keruh
- Pendopo
- Pulau Pinang
- Talang Padang
- Tanjung Sakti
- Tebing Tinggi
- Ulu Musi